# Clitocybe lohjaënsis
Clitocybe lohjaënsis är en svampart som tillhör divisionen basidiesvampar, och som beskrevs av Harmaja. Clitocybe lohjaënsis ingår i släktet Clitocybe, och familjen Tricholomataceae. Arten är reproducerande i Sverige.